# 愛情故事 (2009年電影)

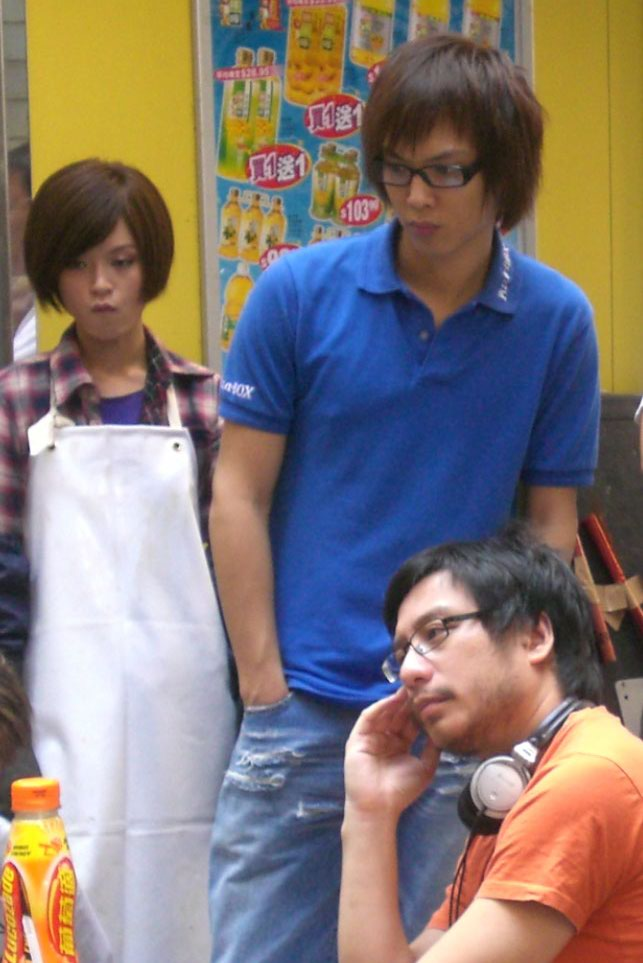
《愛情故事》拍攝現場

《愛情故事》是一部2009年上映的香港電影。由彭順導演，江若琳、文詠珊、何浚尉、徐正曦領銜主演。於2009年2月26日上映。

## 演員
| 演員   | 角色        | 關係／暱稱       |
| 江若琳 | 阿Ling      | 患有白血病       |
| 文詠珊 | 小樽 Janice | 喜歡Rex          |
| 何浚尉 | 俊偉 Rex    | 喜歡阿Ling       |
| 徐正曦 | 阿曦        | 暗戀小樽         |
| 石蘭   |             | 阿Ling母親       |
| 何尚謙 | James       |                  |
| 趙俊承 | Gary        |                  |
| 李柏煥 | Brian       |                  |
| 鄭佩佩 |             | 阿Ling外婆       |
| 周柏豪 | -           | 學生表演比賽評判 |
| 尹蓁晞 | Yumi        | -                |

## 歌曲
- 主題曲：
  - 〈旁觀者傷〉 - 江若琳
- 插曲：
  - 〈今季拍拍拖〉 - Square

## 外部連結
- 開眼電影網上《愛情故事》的資料（繁體中文）
- 豆瓣电影上《愛情故事》的資料 （简体中文）
- 时光网上《愛情故事》的資料（简体中文）
- AllMovie上《愛情故事》的资料（英文）
- 爛番茄上《愛情故事》的資料（英文）
- 香港影庫上《愛情故事》的資料（繁體中文）
- 互联网电影数据库（IMDb）上《愛情故事》的资料（英文）